# 葛利斯915
葛利斯915（Gliese 915），或編號為WD 2359-434、LHS 1005、L 362-81，是一顆距離地球相對較近的白矮星，光譜型 DAP5.8。該天體是單一白矮星，位於鳳凰座，是鳳凰座內距離地球最近的天體。

## 距離
葛利斯915可能是距離地球第11近的白矮星，或者可能是第9、10或12（參見葛利斯293、GJ 1087和葛利斯518）。近年該天體最精密的距離量測結果是來自近星研究团体（Research Consortium on Nearby Stars，RECONS）以托洛洛山美洲際天文台的口徑0.9公尺望遠鏡進行托洛洛山美洲際天文台視差調查（Cerro Tololo Inter-American Observatory Parallax Investigation，CTIOPI）成果；並於2009年發表在太陽近鄰天體（The Solar Neighborhood，TSN）系列論文的第21篇論文中。根據 Subasavage 等人於2009年發表內容，結果為：122.27 ± 1.13 mas，相當於8.18 ± 0.08 秒差距或26.68 ± 0.25 光年。
葛利斯915距離推測
| 來源             | 論文                                                   | 視差 mas      | 距離（秒差距） | 距離（光年） | 參考  |
| ---------------- | ------------------------------------------------------ | ------------- | -------------- | ------------ | ----- |
| Woolley          | Woolley et al. 1970                                    | 122 ± 8       | 8.2 ± 0.6      | 26.7 ± 1.9   | [ 8 ] |
| GJ, 3rd version  | Gliese, Jahreiss 1991                                  | 128.2 ± 6.4   | 7.80 ± 0.41    | 25.44 ± 1.37 | [ 9 ] |
| YPC, 4th edition | van Altena et al. 1995 （页面存档备份，存于）          | 127.4 ± 6.8   | 7.85 ± 0.44    | 25.60 ± 1.44 | [ 6 ] |
| CTIOPI 0.9 m     | TSN 21 (Subasavage et al. 2009 （页面存档备份，存于）) | 122.27 ± 1.13 | 8.18 ± 0.08    | 26.68 ± 0.25 | [ 4 ] |

最精確的預測以粗體表示。

## 物理性質
葛利斯915的質量是0.85 ± 0.01倍太陽質量。它的表面重力是 108.39 ± 0.01（2.45 · 108）cm·s−2，或者是地球表面重力的25萬倍，這是以半徑值6780公里（地球的1.06倍）推估得知。
葛利斯915是相對高溫而年輕的白矮星，表面溫度為8570 ± 50 K。它的冷卻年齡，即白矮星形成時間（不含主序星和巨星持續時間）是18.2 ± 0.6億年。葛利斯915在外觀上應呈現藍白色，類似A型主序星。
就跟所有白矮星一樣，葛利斯915是由密度極高的電子簡併態物質組成。它的平均密度是1,300,000 g·cm−3，即每立方毫米的葛利斯915組成物質重量即有1.3公斤。

## 前身星的主序星狀態
就如同所有的致密星，葛利斯915也曾經是主序星，之後演化成為巨星，並且在所有熱核反應燃料耗盡，失去大多數物質後成為現在的白矮星。根據一篇2010年的博士論文，以伍德模型 D初始－最終質量關係與 Holberg 等人於2008年推測的葛利斯915的質量值0.97 ± 0.03 M☉。它的前身星主序星質量約7.09 M☉。根據計算成為白矮星前的主序星持續時間公式10 · (MMS/M☉)2.5 （十億年），葛利斯915在主序星時期的持續時間為7000萬年。
另一個由 Subasavage 等人於2009年所推測質量是0.85 ± 0.01 M☉，以同樣方式計算的主序星質量結果則是6.03 M☉，主序星持續時間則是1.1億年，相當於B型主序星的狀態。
根據 Weidemann 於2000年發表論文中的初始－最終質量關係，葛利斯915的主序星前身星質量應是4.6 M☉，主序星持續時間則是2.2億年，應是B型主序星。